# Barbara Haas
Barbara Haas (Linz, 19 maart 1996) is een tennisspeelster uit Oostenrijk.
Ze begon op vijf- of zesjarige leeftijd met tennis. Haar favoriete ondergrond is hardcourt. Zij speelt rechtshandig en heeft een tweehandige backhand.

## Loopbaan
In 2016 speelde Haas haar eerste grandslampartij op het US Open.
In augustus 2019 won Haas het $60k ITF-toernooi van Hechingen (Duitsland) – daarmee kwam zij binnen in de top 150 van de wereldranglijst. Twee maanden later stond zij voor het eerst in een WTA-finale, op het dubbelspeltoernooi van Linz, samen met de Zwitserse Xenia Knoll – zij verloren van het Tsjechische koppel Barbora Krejčíková en Kateřina Siniaková.
In de periode 2015–2019 maakte Haas deel uit van het Oostenrijkse Fed Cup-team – zij behaalde daar een winst/verlies-balans van 13–7.

## Posities op deWTA-ranglijst
Positie per einde seizoen:
| jaar | rang enkelspel | rang dubbelspel |
| ---- | -------------- | --------------- |
| 2012 | 531            | 837             |
| 2013 | 762            | 1078            |
| 2014 | 353            | –               |
| 2015 | 227            | 545             |
| 2016 | 149            | –               |
| 2017 | 171            | –               |
| 2018 | 204            | 623             |
| 2019 | 151            | 302             |
| 2020 | 148            | 199             |

## Resultaten grandslamtoernooien
| Legenda | Legenda                          |
| ------- | -------------------------------- |
| g.t.    | geen toernooi gehouden           |
| l.c.    | lagere categorie                 |
| –       | niet deelgenomen                 |
| G       | uitgeschakeld in de groepsfase   |
| 1R      | uitgeschakeld in de eerste ronde |
| 2R      | uitgeschakeld in de tweede ronde |
| 3R      | uitgeschakeld in de derde ronde  |
| 4R      | uitgeschakeld in de vierde ronde |
| KF      | uitgeschakeld in de kwartfinale  |
| HF      | uitgeschakeld in de halve finale |
| F       | de finale verloren               |
| W       | het toernooi gewonnen            |
| w-v     | winst/verlies-balans             |

### Enkelspel
| toernooi        | 2016 |      | 2020 |
| --------------- | ---- | ---- | ---- |
| Australian Open | –    | –    |      |
| Roland Garros   | –    | 1R   |      |
| Wimbledon       | –    | g.t. |      |
| US Open         | 1R   | 1R   |      |

## Palmares
| Legenda                 |
| ----------------------- |
| Grandslamtoernooi       |
| Olympische Spelen       |
| Year-End Championships  |
| Premier Mandatory       |
| Premier Five / WTA 1000 |
| Premier / WTA 500       |
| International / WTA 250 |
| Challenger / WTA 125    |

### WTA-finaleplaatsen enkelspel
geen

### WTA-finaleplaatsen vrouwendubbelspel
| nr.              | finale     | toernooi    | ondergrond    | partner     | tegenstandsters                       | score    |         |
| ---------------- | ---------- | ----------- | ------------- | ----------- | ------------------------------------- | -------- | ------- |
| gewonnen finales |            |             |               |             |                                       |          |         |
| geen             |            |             |               |             |                                       |          |         |
| verloren finales |            |             |               |             |                                       |          |         |
| 1.               | 2019-10-13 | WTA Linz    | hardcourt (i) | Xenia Knoll | Barbora Krejčíková Kateřina Siniaková | 4-6, 3-6 | details |
| 2.               | 2020-02-16 | WTA Hua Hin | hardcourt     | Ellen Perez | Arina Rodionova Storm Sanders         | 3-6, 3-6 | details |

## Trivia
- Het Österreichischer Tennisverband (Oostenrijkse tennisbond) ontving in 2018 een subsidie van € 4.012 vanuit de federale overheid van Oostenrijk, ten behoeve van het topsportprogramma van Barbara Haas, in het kader van de subsidieregeling „Team Rot-Weiß-Rot (TRWR)”.[3][4]